# Vilamarxant
Vilamarxant (spanisch Villamarchante) ist eine Gemeinde der Landesregion Valencia (Communidad de Valencia) in Spanien. Gleichzeitig gehört sie mit zur Provinz Valencia und zum Provinzdistrikt Camp de Túria. Die Landes- und Provinzhauptstadt Valencia ist 24 km entfernt. Der Name Vilamarxant setzt sich aus zwei Wörtern zusammen: dem Wort „vila“ = Stadt und „marxant“ = Händler/Kunde.

## Geographie
Vilamarxant liegt am rechten Ufer des Flusses Turia (Río Turia), der einst durch die Stadt Valencia floss und heute um die Stadt herumgeleitet wird und im Golf von Valencia an der Costa del Azahar mündet. Die Gemeinde Vilamarxant erstreckt sich über eine Fläche von ca. 71,1 km² und hat 10.348 Einwohner (Stand 1. Januar 2022). Ca. 25 % der Fläche ist von Wäldern bedeckt. Vilamarxant bildet die geographische Grenze zwischen dem an das Mittelmeer grenzenden valencianischen Flachland und der umschließenden Bergkette. Inmitten der Bergkette, ca. 35 km von Vilamarxant entfernt, befindet sich der Stausee Embalse de Loriguilla (deutsch: Reservoir Loriguilla). Dieser ist 3,64 km² groß und besitzt eine Kapazität von 71 Millionen Kubikmeter Wasser und sorgt für die nachhaltige Bewässerung der Felder in und um Vilamarxant.
Der höchste Punkt Vilamarxants ist der Berg Monte Horquera, der Teil eines Naturschutzgebietes ist. Von seiner Spitze aus sind die Stadt Valencia und die Mittelmeerküste zu sehen. Am Fuße des Berges befinden sich die zwei zu Vilamarxant gehörenden Siedlungen „Urbanisación Monte Horquera“ sowie die „Urbanisación La Llomayna“.

## Verkehrsanbindungen
Vilamarxant ist über die Autobahn CV-35 Ademuz/Valencia, Ausfahrt Llíria zu erreichen, über den anschließenden Zubringer CV-50 „Variante de Benaguasil“, oder über die Autobahn A-3 „Autovía del Este“ Madrid/Valencia, Ausfahrt Cheste.
Der „Villa Marxant Bus“ fährt unter anderem vom Rathausplatz „La Báscula“ über Burjassot bis ins Zentrum Valencias. Zusätzlich fährt die Linie 158 in ca. 30 Minuten direkt nach Valencia bis zur „Gran vía  Ramón y Cajal“, wo es Anschluss zur Bahn (Renfe) und zur Metro gibt.
Das U-Bahn-Netz der Metro Valencia ist in den letzten Jahren kontinuierlich ausgebaut worden, so dass Vilamarxant ab Ende 2011 über die rote Linie 3 erreichbar sein wird.
Das benachbarte und 7 km entfernte Dorf Cheste ist an das nationale Bahnnetz der RENFE angeschlossen.

## Geschichte
Auch wenn nachweislich Reste aus der Bronzezeit vorhanden sind, stammen die ersten bekannten Daten über Vilamarxant aus der Zeit der christlichen Rückeroberung. Im Jahre 1238 wurde das Gebiet samt Siedlungen von König Jaime I. eingenommen. Vilamarxant wurde als Lehen an Pedro Cornel und dann weiter an Ximén Pérez de Arenoso übergeben. Die Geschichte Vilamarxant ist eng verbunden mit der Geschichte der benachbarten Gemeinde Llíria, eine der bedeutendsten Städte zu Zeiten der Iberer.

## Klima
Die Jahresdurchschnittstemperatur liegt bei 17,8 °C. Der August ist mit einer Durchschnittstemperatur von 29 °C der wärmste Monat, der Januar mit 15,9° der kälteste Monat im Jahr. Von Juni bis Oktober liegen die Wassertemperaturen im Golf von Valencia bei 20 bis 25 °C.

## Söhne und Töchter
- Jesús Esteban Catalá Ibáñez (* 1949), katholischer Geistlicher und Bischof von Málaga